# ターヒル朝

ターヒル朝

ターヒル朝の領域

ターヒル朝（ペルシア語 طاهريان Ṭāhiriyān、アラビア語 الطاهريون al-Ṭāhiriyūn、821年 - 873年）は、9世紀にアッバース朝の総督（アミール）としてホラーサーン以東地域を統括したイスラーム王朝である。

## 概要
最大領域は現在のイラン、アフガニスタン、タジキスタン、ウズベキスタン、トルクメニスタンにまたがる。首都はニーシャープール。

## 歴史
始祖のターヒル・イブン・フサインはホラーサーンを拠点としたアラブ戦士集団の有力者の出身で、祖父はウマイヤ朝を打倒したいわゆるアッバース朝革命に参加したひとりである。隻眼の武人で二刀流の達人であり、「2本の右手を持った人」と渾名されたという。809年にアッバース朝第5代カリフ・ハールーン・アッラシードがマー・ワラー・アンナフルでの反乱鎮圧のため親征した途上ホラーサーンで病没した。この時に、これに同行してメルヴにいた世継ぎの一人マアムーンのもとでこれに付き従った。カリフ・ラシードが没した後、ターヒルはアッバース朝第7代カリフとなるこのマアムーンが挙兵した際に協力し、バグダードを包囲して対立するアミーンを降伏させる等、マアムーンのカリフ位奪取に貢献した。マアムーン即位後ターヒルはバグダードやジャズィーラの総督職を与えられ、ついでホラーサーン総督に任命され、テュルク系やイラン系のマワーリー軍団、アラブ駐留軍などからなるホラーサーン軍に忠誠を誓わせ、この地域での行政・軍事力を統括するようになった。
ターヒルはその後軍事力の強大さを警戒したマアムーンと対立するようになり、821年にモスクでの金曜礼拝の際に読み上げられるフトバからカリフ・マアムーンの名前を省き、事実上独立した。しかし、ターヒルの死後もターヒル家のホラーサーン以東での実力はカリフ政権側からも引き続き認められるところとなり、ターヒルの息子タルハ（在位822年-828年）以降も総督職の任命を受け、毎年バグダードへ貢ぎ物や軍事力としてテュルク系奴隷の供給等を請負い、一族からバグダードの警察長官（シュルタ）職を務める者も輩出し、アッバース朝との関係は概ね良好であったようである。
ホラーサーンはウマイヤ朝・アラブ征服時代以来、イスラーム帝国の東方支配の要であり、ターヒル朝が担ったホラーサーン総督職はマー・ワラー・アンナフルやスィジスターン（スィースターン）からアフガニスタン中南部、インド方面までの諸勢力と対峙するイスラーム支配地域の境域・前線地域でもあった。また、ターヒル朝はマー・ワラー・アンナフルや、スンナ派に属していたこともありホラーサーンのハワーリジュ派やカスピ海南岸のタバリスターンのシーア派などの反アッバース朝勢力と対立した。やがてスィジスターンからサッファール朝が台頭し、873年に首都のニーシャープールが落とされるまでホラーサーン支配を担い続けた。891年にはバグダードの総督職が廃止されて、同王朝は終焉を迎えた。

## 歴代君主
1. ターヒル・イブン・フサイン（ターヒル1世）（821年 - 822年）…始祖
2. タルハ・イブン・ターヒル（822年 - 828年）…ターヒル1世の子
3. アブドゥッラー・イブン・ターヒル（828年 - 845年）…ターヒル1世の子でタルハの弟
4. ターヒル・イブン・アブドゥッラー（ターヒル2世）（845年 - 862年）…アブドゥッラーの子
5. ムハンマド・イブン・ターヒル（862年 - 873年）…ターヒル2世の子

## 系図
|  |  |                           |                           |                           |                           | ターヒル・イブン・フサイン1 （ターヒル1世） |                           |  |  |                                                   |                                   |                                   |                                   |                                   |                                   |  |  |  |  |  |  |  |  |  |  |  |  |  |  |  |  |
|  |  |                           |                           |                           |                           |                                             |                           |  |  |                                                   |                                   |                                   |                                   |                                   |                                   |  |  |  |  |  |  |  |  |  |  |  |  |  |  |  |  |
|  |  |                           |                           |                           |                           |                                             |                           |  |  |                                                   |                                   |                                   |                                   |                                   |                                   |  |  |  |  |  |  |  |  |  |  |  |  |  |  |  |  |
|  |  | タルハ・イブン・ターヒル2 | タルハ・イブン・ターヒル2 | タルハ・イブン・ターヒル2 | タルハ・イブン・ターヒル2 | タルハ・イブン・ターヒル2                   | タルハ・イブン・ターヒル2 |  |  | アブドゥッラー・イブン・ターヒル3                 | アブドゥッラー・イブン・ターヒル3 | アブドゥッラー・イブン・ターヒル3 | アブドゥッラー・イブン・ターヒル3 | アブドゥッラー・イブン・ターヒル3 | アブドゥッラー・イブン・ターヒル3 |  |  |  |  |  |  |  |  |  |  |  |  |  |  |  |  |
|  |  | タルハ・イブン・ターヒル2 | タルハ・イブン・ターヒル2 | タルハ・イブン・ターヒル2 | タルハ・イブン・ターヒル2 | タルハ・イブン・ターヒル2                   | タルハ・イブン・ターヒル2 |  |  | アブドゥッラー・イブン・ターヒル3                 | アブドゥッラー・イブン・ターヒル3 | アブドゥッラー・イブン・ターヒル3 | アブドゥッラー・イブン・ターヒル3 | アブドゥッラー・イブン・ターヒル3 | アブドゥッラー・イブン・ターヒル3 |  |  |  |  |  |  |  |  |  |  |  |  |  |  |  |  |
|  |  |                           |                           |                           |                           |                                             |                           |  |  | ターヒル・イブン・アブドゥッラー4 （ターヒル2世） |                                   |                                   |                                   |                                   |                                   |  |  |  |  |  |  |  |  |  |  |  |  |  |  |  |  |
|  |  |                           |                           |                           |                           |                                             |                           |  |  |                                                   |                                   |                                   |                                   |                                   |                                   |  |  |  |  |  |  |  |  |  |  |  |  |  |  |  |  |
|  |  |                           |                           |                           |                           |                                             |                           |  |  | ムハンマド・イブン・ターヒル5                     |                                   |                                   |                                   |                                   |                                   |  |  |  |  |  |  |  |  |  |  |  |  |  |  |  |  |

## 関連書籍
- 前嶋信次『世界の歴史 8 イスラム世界』河出書房新社〈河出文庫〉、1989年10月。ISBN 978-4-309-47167-9。